# ハイムブーヒェンタール
ハイムブーヒェンタール (ドイツ語: Heimbuchenthal [haɪmˈbuːxəntaːl]) は、ドイツ連邦共和国バイエルン州ウンターフランケン行政管区のアシャッフェンブルク郡に属す町村（以下、本項では便宜上「町」と記述する）で、メスペルブルン行政共同体の本部所在地である。

## 地理

### 位置
ハイムブーヒェンタールは、バイエルンのウンターマイン地方、シュペッサルト自然公園内のエルザファ川の谷上流部に位置している。町内を州道 2308号線が通っている。

### 自治体の構成
ハイムブーヒェンタールは1管区 (Gemarkung)、3地区(Ortsteil) で構成されている。
- ハイムブーヒェンタール
  - ハイマーテン
  - ヘルハンマー

### 隣接する市町村
ハイムブーヒェンタールは、北はメスペルブルン、東は市町村に属さないロールブルンの森、南東はダムバッハ（以上、アシャッフェンブルク郡）、南はエッシャウ、南西はエルゼンフェルト、西はハウゼン、北西はライダースバッハ（以上、ミルテンベルク郡）と境を接している。

## 地名

### 語源
ハイムブーヒェンタールという地名は、中高ドイツ語でクマシデを意味する単語 hagenbuoche に由来する。文字通りクマシデが茂る谷 (Tal) という意味である。地元の方言ではこの町を Heemschedaal（ヘームシェダール）と呼ぶ。

### 歴史的表記
歴史的な資料や文献に登場するこの町の表記には以下のものがある。
| - 1248年 Hagenbuchendal - 1282年 Hainbuchentale - 1291年 Hambuchendal - 1300年 Hainbuchendal | - 1551年 Heinbuchenthale - 1625年 Haimbuchenthal - 1686年 Heimbuchenthal |

## 歴史
ハイムブーヒェンタールは、1282年に初めて文献上に記録されている。この集落は1495年に裁判所所在地として記録されている。世俗化により、この代官管区（1782年まで）はマインツ選帝侯領とともに、新たに創設されたアシャッフェンブルク侯領となり、1814年にフランクフルト大公国の一部としてバイエルン王国に併合された。
1862年7月1日にベツィルクスアムト・アシャッフェンブルクが創設され、ハイムブーヒェンタールはその管轄下に置かれた。1939年、ドイツ国全土で「郡」の呼称が用いられることとなった。ハイムブーヒェンタールは旧アシャッフェンブルクの33市町村の一つとなった。この郡は1972年7月1日にアルツェナウ・イン・ウンターフランケン郡と合併し、新たなアシャッフェンブルク郡が成立した。
1982年に盛大な700年祭が催され、これに伴いいくつかの観光施設が設けられた。

## 住民

### 人口推移
- 1970年: 1,875 人
- 1987年: 2,106 人
- 2000年: 2,260 人

## 行政

### 議会
ハイムブーヒェンタールの町議会は、首長を含め15人で構成されている。

### 首長
この町の町長は、リューディガー・シュテンガー (SPD/FWG) である。

### 紋章
図柄: 赤地に銀の波帯、その上に3枚のブナの葉が交差して配置されている。波帯の下には紋章の縁から表れる銀の歯車が描かれている。
紋章の歴史: 紋章のブナ (Buche) の葉は、シュペッサルト山地内奥部という地理的位置を表すとともに、町名の一部を語呂合わせで象徴している。波帯はエルザファ川の谷という立地を象徴している。波帯と歯車の組合せは、18世紀から19世紀にヘルハンマーで稼働していた製鉄工場を示してもいる。銀と赤の配色は、1803年までハイムブーヒェンタールがその領主権の下にあったマインツ選帝侯領の色である。マインツ選帝侯のアムトには 8つの集落が含まれており、一定の自治権が与えられていた。
この紋章は、1981年9月から使用されている。

### 姉妹自治体
- チュリー＝アルクール（フランス語版、英語版）（フランス、カルヴァドス県）1988年

## 文化と見所

### 見所
- クアパーク湖沿いの音楽堂
- エルザファ川沿いの遊歩・自転車道
- ヘリン・デア・ベルゲ巡礼礼拝堂

#### ハイマーテンホーフ
主邑から 1 km 西側にハイマーテンホーフ小集落がある。ここにはホテルや旅館に囲まれた大農場がある。旅館のすぐ近くにシカやダマジカの広い放牧場がある。

#### ヘルハンマー
主邑から約 4 km 南側のエルザファ川の谷に、かつての製鉄施設を有するヘルハンマー小集落がある。13世紀末に、狩りの城ムーレン城と営林官役場が初めて記録されている。1535年に領主の館は壊されており、すでに近くにメスペルブルン城を有していたインゲルハイム伯はここに農場を設けた。「ヘレンホーフ」(Höllenhof) という農場名は、近くのヘル峡谷 (Höllschlucht) にちなんで名付けられた。1700年頃に水車で駆動する最初の製鉄所 (Eisenhammer) が稼働し、農場名にちなんでヘルハンマー (Höllhammer) と名付けられた。この製鉄所は1795年にゲオルク・ルートヴィヒ・レックスロートに譲渡され、19世紀初めまでアシャッフェンブルク侯領で「最も古く、最も生産性の高い製鉄所」とされていた。1830年頃には、100人ほどがヘルハンマー集落に暮らしており、30人まで受け容れ可能な学校が建設された。1891年まで製鉄が続けられたが、最終的には農場の建物に再び改造がなされた。見所は、鐘楼がある使用人の家、領主の館、学校である。この建物には鍛冶屋が住んだ。森の中にはレックスロート家の古い墓地がある。

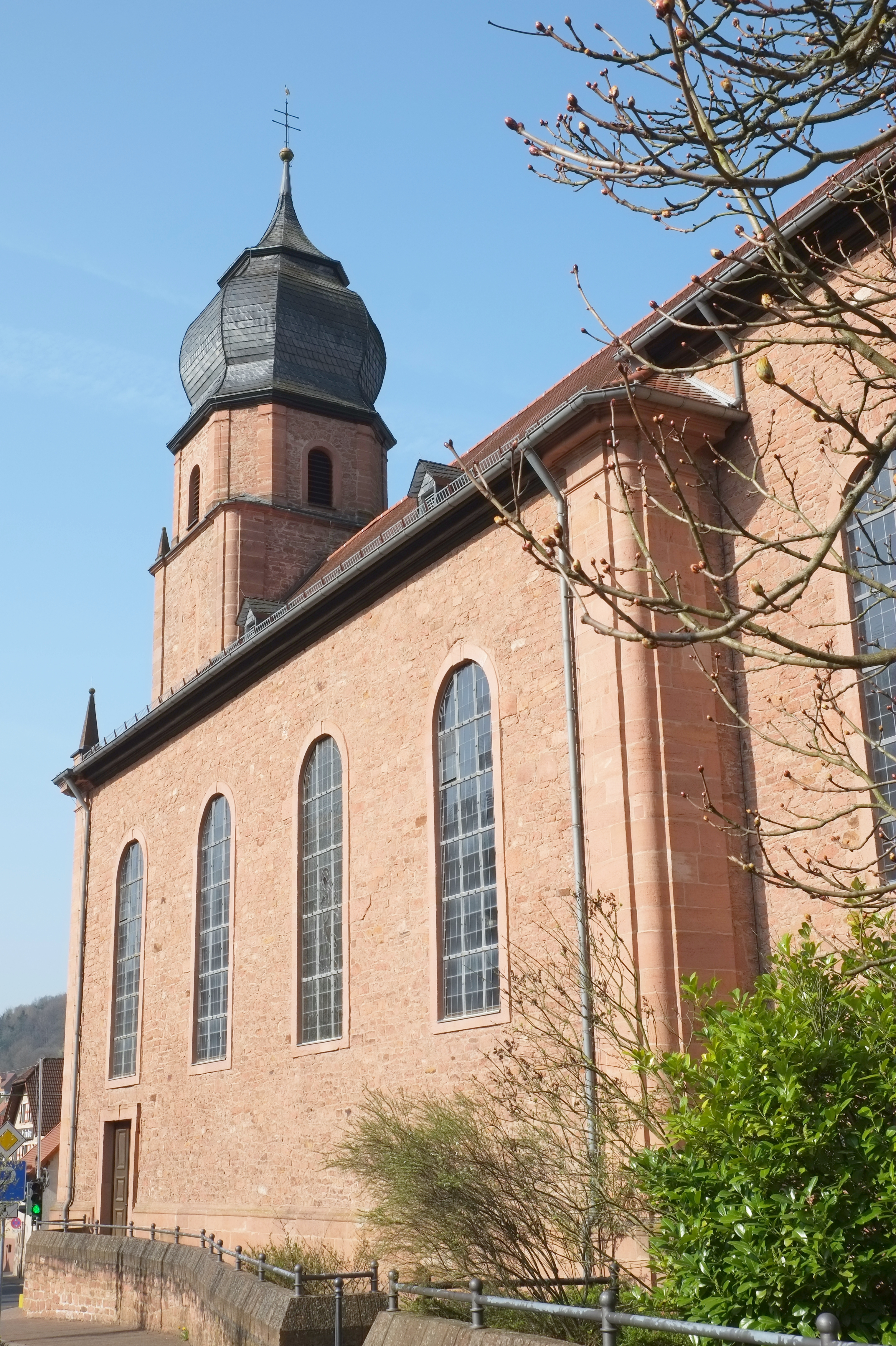
ハイムブーヒェンタールの聖マルティン教会

#### 教会と礼拝堂
- 聖マルティン教会はロココ建築で、1757年に建設された。2003年に徹底的な修復がなされた。
- 礼拝堂「ヘリン・デア・ベルゲ」（「山の女主人」礼拝堂）は1853年にコンラート・シュピーラーとペーター・シュピーラーの兄弟が建設した。この礼拝堂からはエルザファ川の谷が一望できる。
- 礼拝堂「マリエ・ハイムズーフング」（「聖母の訪問」礼拝堂）は、フランス兵の略奪を免れたことに感謝して、ハイマーテンホーフの農夫によって1803年に建設された。この礼拝堂は、2000年に修復された。

## 経済と社会資本
2013年のこの町の一般税収は、1,464,000 ユーロで、このうち 316,000 ユーロが営業税によるものであった。

### 経済と農林業
2010年現在、この町には 2 軒の農家がある。

### 教育
以下の施設がある（2013/14年の学年現在）。
- 幼稚園 1園、定員 99人
- 基礎課程、中間および本課程学校 2校、教員数計 9名、生徒数計 128名

## 引用
1. ↑  https://www.statistikdaten.bayern.de/genesis/online?operation=result&code=12411-003r&leerzeilen=false&language=de Genesis-Online-Datenbank des Bayerischen Landesamtes für Statistik Tabelle 12411-003r Fortschreibung des Bevölkerungsstandes: Gemeinden, Stichtag (Einwohnerzahlen auf Grundlage des Zensus 2011)
2. ↑  Bayerische Landesbibliothek Online - Heimbuchenthal（2015年12月5日 閲覧）
3. 1 2  Wolf-Armin Frhr. v. Reitzenstein: Lexikon fränkischer Ortsnamen. Herkunft und Bedeutung. C.H.Beck, München 2009, ISBN 978-3-406-59131-0, S. 98.
4. ↑  2014年3月16日のアシャッフェンブルク郡に属す市町村の議会選挙結果（2015年12月5日 閲覧）
5. ↑  バイエルン州の市町村長選挙結果検索ポータル（2015年12月5日 閲覧）
6. ↑  Bayerns Gemeinden - Gemeinde Heimbuchenthal（2015年12月5日 閲覧）
7. ↑  Ehemaliges "Schloss zur Mole" geortet（2015年12月5日 閲覧）
8. ↑  Das Eisenhammerwerk "Höllhammer" zu Heimbuchenthal, Mineralienatlas - Fossilienatlas（2015年12月5日 閲覧）
9. 1 2 3  Statistik kommunal 2014 - Gemeinde Heimbuchenthal 09 671 127（2015年12月5日 閲覧）